# جون كاشمان (مجدف)
جون كاشمان (بالإنجليزية: John Cashman)‏ هو مجدف أمريكي، ولد في 13 يوليو 1972 في سان رافاييل في الولايات المتحدة.

## وصلات خارجية
- جون كاشمان على موقع الاتحاد الدولي للتجديف (الإنجليزية)